# Sobór św. Michała Archanioła w Słucku
Sobór św. Michała Archanioła – sobór prawosławny w Słucku, od 2014 katedra eparchii słuckiej Egzarchatu Białoruskiego Patriarchatu Moskiewskiego.
Sobór znajduje się w dzielnicy Ostrów, przy ulicy Socjalistycznej 90. Jest to największa drewniana cerkiew na Białorusi.

## Historia
Świątynię wzniesiono na przełomie XVIII i XIX w. Do budowy użyto materiału z rozebranej cerkwi św. Konstantyna, znajdującej się w centrum miasta. Pod koniec XIX w. dobudowano wieżę-dzwonnicę.
Sobór – po dokonanym generalnym remoncie – został poświęcony 26 grudnia 2021 r. przez egzarchę Białorusi, metropolitę mińskiego i zasławskiego Beniamina.

## Architektura
Budowla drewniana, na kamiennej podmurówce, w stylu eklektycznym (z widocznymi elementami baroku i klasycyzmu), trójdzielna, oszalowana poziomo. Od frontu trójkondygnacyjna czworoboczna wieża-dzwonnica (najwyższa kondygnacja ma ścięte naroża), zwieńczona kopułą z wysoką iglicą. Dolna kondygnacja wieży ozdobiona od frontu i po bokach trójkątnymi frontonami. Nawa czworoboczna, trójkondygnacyjna, zwieńczona kopułą osadzoną na ośmiobocznym bębnie. Prezbiterium na planie prostokąta, trójkondygnacyjne, również zwieńczone kopułą. Ściany soboru ozdobione pilastrami na wszystkich narożach.

## Galeria

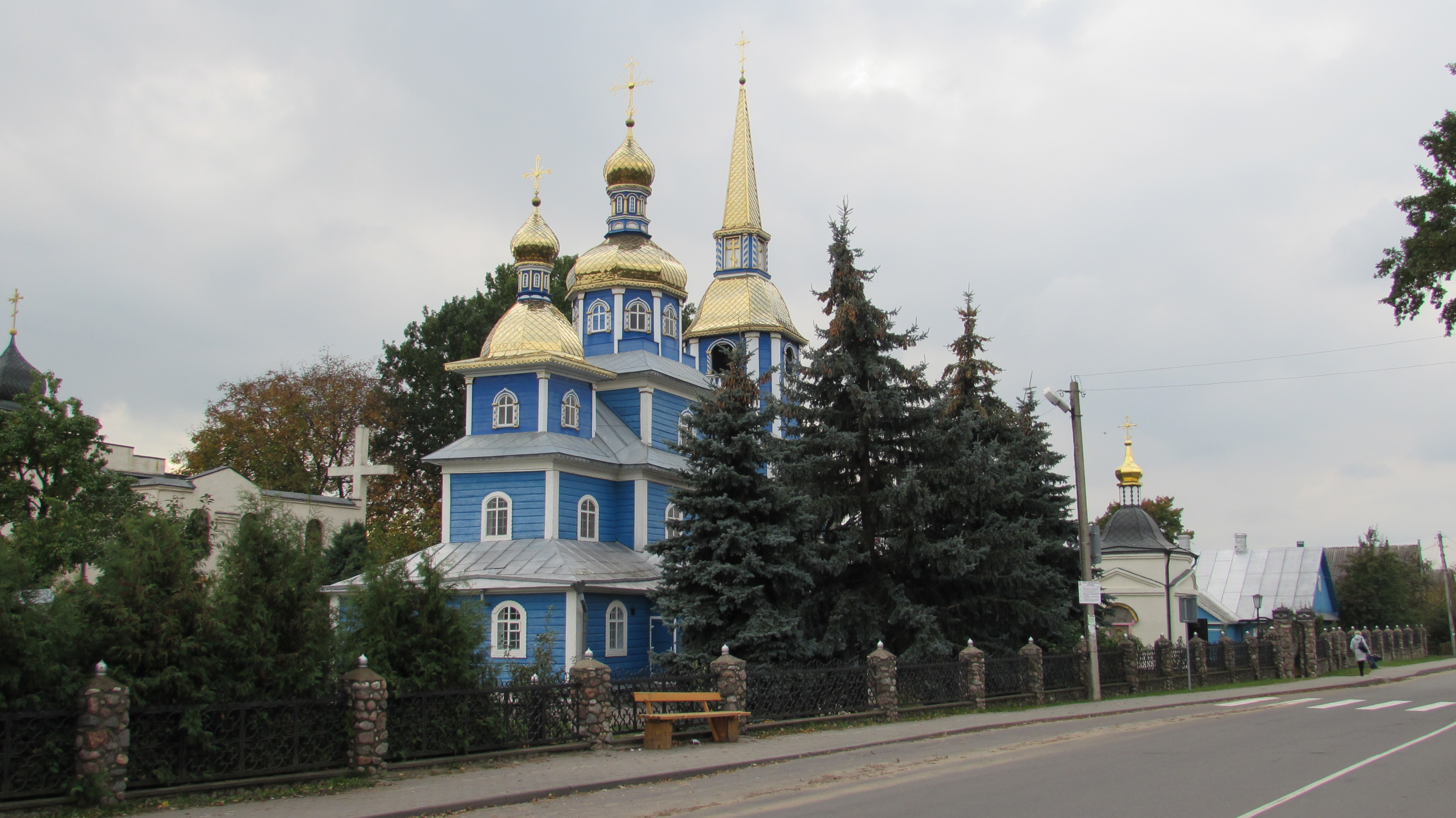
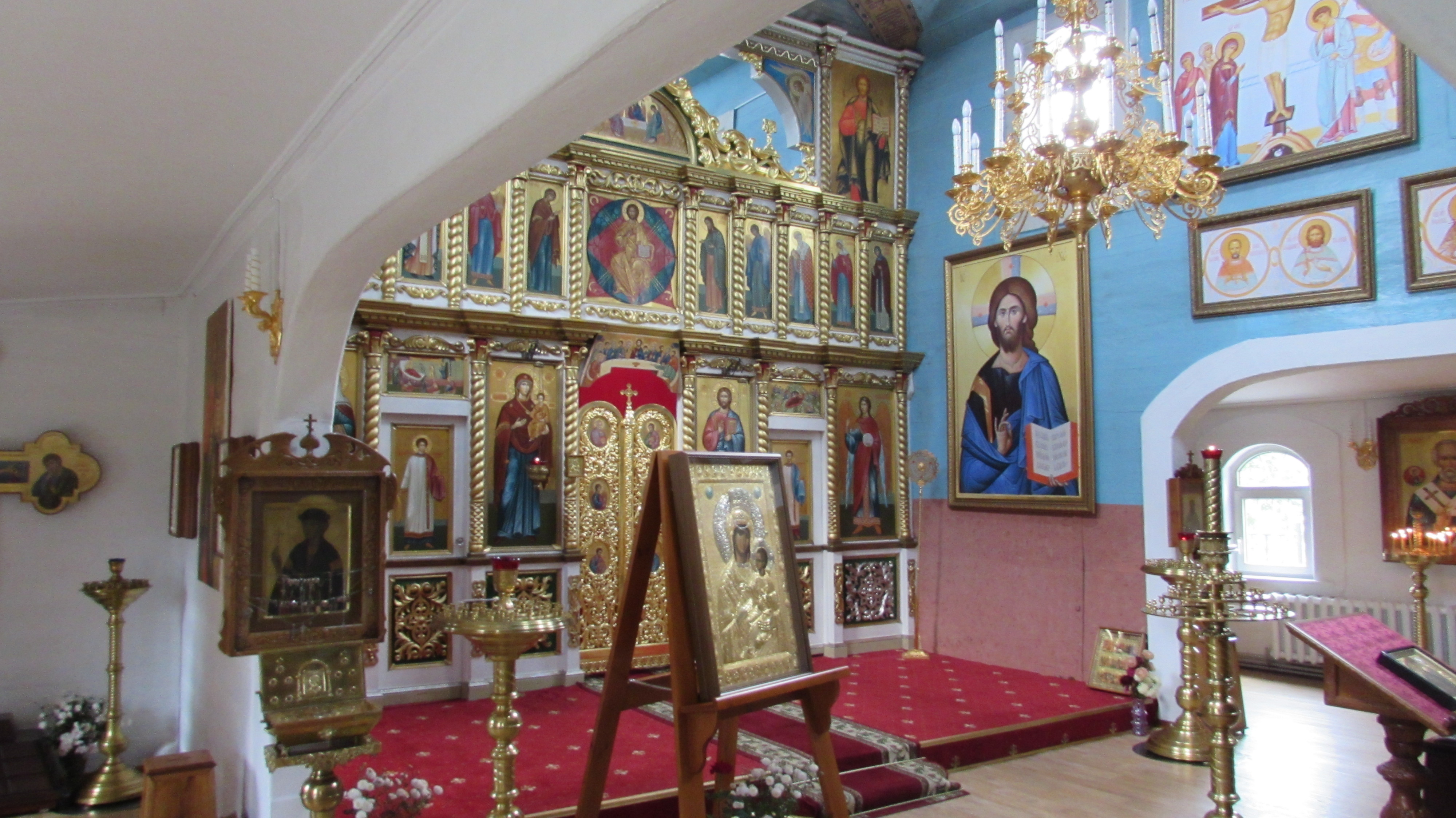
Wnętrze soboru